# Ikki Kita
Ikki Kita, de son vrai nom Kita Terujirō (北 輝次郎), né le 3 avril 1883 sur l’Île de Sado dans la préfecture de Niigata et mort le 19 août 1937 à Tokyo, est un intellectuel nationaliste japonais.
Dès 1900, il écrit dans le journal local des articles critiques des premiers gouvernements de Meiji, ce qui lui vaut d’être interrogé par la police.
Pendant la guerre avec la Russie en 1904-1905, il s’écarte du pacifisme et du socialisme, et commence à constituer une idéologie mêlant au nationalisme japonais des éléments de justice sociale et de pan-asianisme. Cette synthèse idéologique particulière l'amène en 1919, alors qu'il suit depuis Shanghai la révolution chinoise débutée quelques années auparavant, à écrire un texte où il dénonce violemment les grands groupes capitalistes japonais,. Dans celui-ci il met en avant le rôle que doit jouer l'état dans l'économie et appelle à « la limitation du capital des entreprises privées à 10 millions de yens ».
En 1936, avec la faction ultra-nationaliste de l'Armée impériale japonaise des partisans de la voie impériale inspirés par la Restauration de Meiji, il participe à la tentative de coup d'État connue sous le nom d'Incident du 26 février. Il est alors arrêté par la Kempeitai, passe en cour martiale et, avec dix-huit autres hommes, exécuté l'année suivante.